# Jaques Courvoisier
Jaques Courvoisier (* 12. Februar 1900 in Genf; † 23. August 1988 ebenda) war ein Schweizer reformierter Theologe.

## Leben
Nach dem Studium der Theologie in Paris und Genf legte er 1925 das Staatsexamen ab. 1925 wurde er in Paris ordiniert (1926–1927 er Vikar in Cannes und Passy, 1927–1930 Pfarrer in Bière, 1931–1939 in Eaux-Vives). 1936 wurde er Lehrbeauftragter an der Universität Genf und lehrte er von 1939 bis 1969 als Professor für Kirchengeschichte (1944–1956 Dekan der Theologischen Fakultät, 1956–1958 Prorektor und 1958–1960 Rektor).

## Schriften (Auswahl)
- La notion d’église chez Bucer dans son développement historique. Paris 1933, OCLC 122327373.
- Brève histoire du protestantisme. Neuenburg 1952, OCLC 716858864.
- Zwingli, théologien réformé. Neuenburg 1965, OCLC 1024680220.
- De la réforme au protestantisme. Essai d’ecclésiologie réformée. Paris 1977, OCLC 923080010.